# 李國章
李國章，大紫荊勳賢，GBS，JP（1945年6月27日—），廣東鶴山人，香港成長，現任東亞銀行董事局副主席、香港特別行政區行政會議成員及全國政協委員。教育統籌局（現稱教育局）前局長，香港中文大學前校長（曾任中大外科學系講座教授、中大醫學院院長）、香港大學前校務委員會主席。他是東亞銀行董事局主席李國寶的胞弟。他出任教育統籌局局長、中大校長時，因為其作風過於強硬，而被稱為「教育局沙皇」、「亚瑟王」。

## 簡歷

### 個人背景
李國章祖籍廣東鶴山，李佩材家族成員，李國寶胞弟，香港出生，太平紳士，獲頒金紫荊星章。他在1955年畢業於聖保羅男女中學附屬小學，1961年畢業於聖保羅男女中學中六年級，於香港中學會考（李國章報考的是聖保羅男女中學中文部舊制公開試）成績不佳，遂往英國阿宾汉姆学校修讀兩年預科課程；1981年獲劍橋大學醫學士。目前出任東亞銀行副主席，現任香港數碼廣播有限公司股東。
李國章的外籍太太李黛安娜，兩人在1974年結婚，育有兩子，於2013年9月13日逝世，享年68歲。他在2022年娶香港時尚雜誌(ZTYLEZ.COM)創辦人何婷媚為續弦妻子。

### 加入中大醫學院
李國章自1982年起加入香港中文大學，先後出任外科學系創系外科講座教授、系主任、醫學院院長。李國章於1992年及1995年兩度當選醫學院院長。

### 出任中大校長
李國章於1996年出任香港中文大學校長。他就任時，因遴選機制而被中大學生反對。在其任內，推展了逐步取消兼讀學士課程（但要到劉遵義任期內才落實）等各項重大校政。而他離任中大校長後，先後提倡「中科合併」（中文大學與香港科技大學合併）及香港教育學院併入中文大學，更稱若香港教育學院不願併入中文大學，就要「蹂躪」（原文為英語，用了「rape」一字，詳見下文「教院風波」），但都遭受各院校極大反對而告吹。而香港教育學院最終於2016年升格為一所大學，現稱香港教育大學。

### 教統局局長
李國章自2002年8月起擔任香港教育統籌局局長。他上任後所面對的最大難題，就是要幫助特區政府「滅赤」。就此，他一方面提出在2008年改行「三三四」新高中學制（即3年初中、3年高中、4年大學），另一方面積極削減香港大專院校的撥款，以減輕特區政府之財政壓力。

#### 「三三四」
一方面，社會歡迎他推行「三三四」新學制的措施，但亦猛烈批評他削減香港大專院校的撥款計劃，因為大學收生的提高是數年後的事，但削減撥款卻要即時面對。不少院校都因他的措施使學校陷入「巧婦難為無米炊」的兩難境地。

### 教育改革

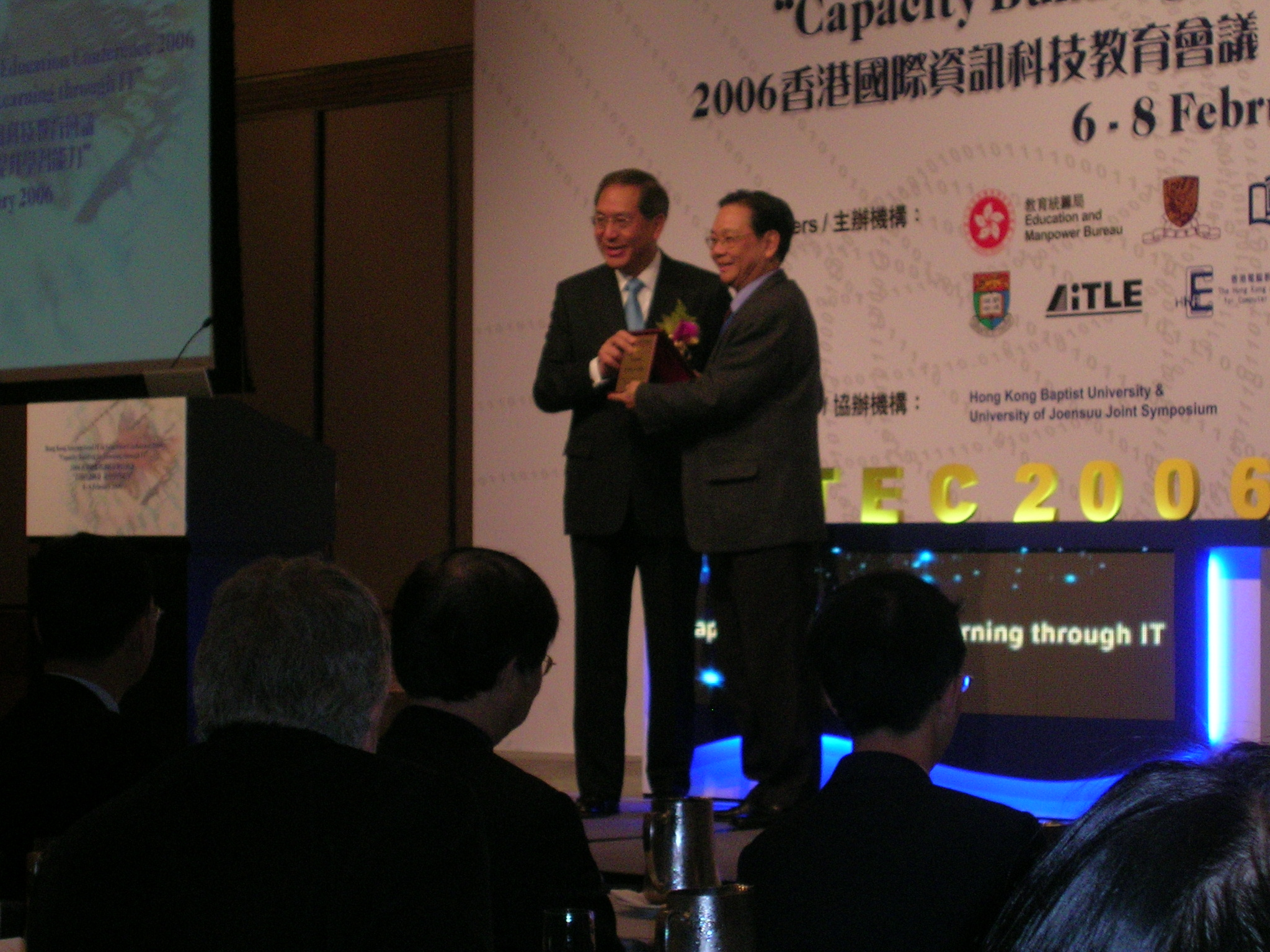
李國章局長在出席2006年香港國際資訊科技教育會議中與主講者之一的李克東教授合攝

李局長在任內與常任秘書長羅范椒芬積極推動教育改革，包括了校本條例在內的等等措施。對於他的改革藍圖，各人意見紛紜。當中最主要的原因，在於「教育」是社會的一個長期投資：一個學生是否成材，未必可以在十年八載可以看得到。然而，盲目的追求刻意量化的成績，卻只會把學校及校長推往追求「政績工程」的路上，一味的只求在校評報告及網頁上好看，但對於學生長遠的身心發展卻忽略了。

### 重返政府
2012年3月25日，梁振英當選香港行政長官後，支持梁振英競選的李氏獲委為行政會議非官守成員。
2015年3月1日，李獲委任香港可持續發展委員會主席。
2022年7月，繼續獲委任行政會議非官守議員。

### 出任港大校委會主席
2015年，發生香港大學教授陳文敏不獲委任為副校長的政治風波，其間擔任校委的李國章被指有份干預及介入任命的程序。2015年12月30日，其後在不少港大教職員反對的情況下，梁振英委任其為香港大學校務委員會主席，任期自2016年1月1日起，為期3年。然而，此任命甚具爭議，不少學生更以罷課抗議此任命。
李國章在任內處理新任校長事宜，張翔2018年接掌港大。

## 爭議

### 中大科大合併風波
在2002年10月李國章提出香港中文大學與香港科技大學合併的構思所引起的風波，事件引起兩校不少學生及教職員均反對，同時李國章也備受批評。

### 教院風波
2007年1月25日，香港教育學院校董會以10票反對、3票支持、3票棄權，否決與校長莫禮時（Paul Morris）續約。莫禮時表示，校董會主席梁國輝在2006年6月曾經對他表示，由於他不支持教院與中大合併，將會不獲續約。梁國輝則表示莫禮時誤解了他。
了解教院內情的知情人士透露，這一次否決續約的决定，令人聯想到是教統局局長李國章運用的影響力，來達至教育學院和中大合併的目的。莫禮時一直致力於把香港教育學院升格為一間獨立的大學。2007年1月26日，教育學院副校長陸鴻基教授，在香港電台第1台自由風自由Phone節目中印證並確認了莫禮時校長對梁國輝主席「不合併不續約」的說法。陸教授並斷言他上任後的親身經歷：在2003年夏天基準試放榜後，竟然有消息傳出說教育學院栽培出的學生都「不合格」，但調查結果顯示所有主修英文的學生都「合格」，只有那些不主修英文的學生「肥佬」。這件事令到教育學院來屆的收生人數急跌。往後幾年經過全體員工的努力，人數止跌回升，回復事發前的數目。
2月5日，教院副校長陸鴻基教授在他的公開信中表示教統局局長李國章曾經對他本人和莫校長作出直接或間接的威嚇。陸鴻基指控李國章在2004年6月26-27日對他說：「好！I'll remember this. You will pay！（我會記著這件事，你將會付出代價）」，為的是李國章要求教育學院發聲明譴責超額教師和教協，遭陸教授拒絕。陸鴻基在信中說：「現在是算帳的時候了。」
陸教授表示在2004年1月，李國章曾致電莫校長，要求教育學院主動提出與中大合併，不然，「會放手讓教統局常任秘書長羅太隨意削減教院的學生名額」。
陸副校長更表示過去數年不時有教統局高官致電給他，要求他開除發表文章批評教改或教育政策的4名同事，每次都被他拒絕。
2月6日，當事人梁恩榮和葉建源表示希望立法會介入調查或公開聆訊。張文光議員表示已聯同8名民主派議員要求教育事務委員會主席曾鈺成在農曆新年前召開立法會緊急會議，討論教統局長李國章，是否干預教育學院學術自由及院校自主。到了2月7日，立法會教育事務委員會宣佈在2月12日開會，討論教育學院事件。主席曾鈺成表示，若有需要，會邀請教院代表及教統局長李國章出席。
2007年2月15日，行政長官曾蔭權突然宣布成立一個由法官胡國興主持，具有等同法庭地位的法定調查委員會，調查教育學院副校長陸鴻基提出，有政府官員干預教院學術自由和自主的指控是否屬實，期望委員會在4個月內提交報告。曾蔭權形容陸鴻基的指控十分嚴重，有需要查根究柢。有立法會議員表示，一旦調查證實教統局長李國章、前常任秘書長羅范椒芬干預教院的指控屬實，便應「落台」。
3月29日，教育學院校長莫禮時在宣誓後向調查委員會作供指教統局局長李國章在2003年時曾警告指若教院不肯跟中大合併，最終會被「強姦」／「蹂躪」（原文是"Rape"）。他又指出羅范椒芬曾向他表達不滿教院職員公開批評政府的教改政策，李國章致電給他表示羅范椒芬已列出懲罰教院職員的名單。

### 港大副校任命風波
2016年1月，李國章被梁振英委任為香港大學校委會主席，然而此任命甚具爭議，不少學生更以罷課抗議此任命。

## 軼事
李國章於2003年12月一次立法會會議中，被當時港大學生會會長麥嘉晉發現他一邊開會，一邊低頭用電子手帳玩「鑽石方塊」遊戲。他初時不肯回應開會有否打遊戲機，指自己用電子手帳修改活動日程，後來就間接承認開會打機同時進行（但那一部電子手帳並無多工功能）。
2006年6月7日的一次立法會會議，李國章被議員們舊事重提，批評他開會打機，他就反駁指「我可以保證局長們能力很多，聽意見是用耳聽，打機是用手去打， 不知是否議員不能兩樣一起做，不過我可以說局長任何時候都可以做到。」當議員嘲諷他為學生樹立壞榜樣時，他反指教師說話動聽而且重要。
香港壓力團體中產動力在中產屋苑訪問438名市民，35.8%人指最希望李國章下台，成為最多人想他離任的局長。
2015年11月3日，李國章被香港蘋果日報爆出「父女戀」，與在dbc數碼電台任職市場推廣部主管的一名女子相戀，報道指該女子名叫Monique Ho，年約40歲。事件被網民廣傳，認為李國章「識食」
香港大學副校長任命事件一事中，有一段是李國章反對陳文敏出任港大副校長的錄音流出，當中他表示沒有看同屬親中陣營的《文匯報》、《大公報》，更指多數香港人都不會看這兩份報紙。《文匯報》則指他的言論與事實「有頗多偏差」，並願意免費提供一年訂閱。
2016年，香港大學的《學苑》的一篇文章談及港獨議題，李國章立即批評學生「想做日本仔」，但馬上被人翻出李國章的爺爺李冠春和叔公李子方曾經在香港日占時期出任統稱「兩華會」的華民代表會及華民各界協議會成員，跟日本人合作，結果李國章的兩位長輩反被譏笑是名副其實的「漢奸」，而李國章則是「漢奸」的後代。